# Polarização política
No mundo da política, polarização pode referir-se à divergência ou ao aumento da divergência entre atitudes políticas de extremos ideológicos. Essa divergência pode ocorrer na população em geral ou dentro de certos grupos e instituições.
Quase todas as discussões da polarização em ciência política consideram-na no contexto dos partidos políticos e sistemas democráticos de governo. Quando a polarização ocorre em um sistema bipartidário, como os Estados Unidos, vozes moderadas muitas vezes perdem poder e influência.

## Definições e tipos
De acordo com DiMaggio, "a polarização é tanto um estado como um processo. Como um estado, refere-se ao grau em que as opiniões sobre uma questão estão opostas em relação a um limite máximo teorético. Como processo, refere-se ao aumento de tal oposição ao longo do tempo." A polarização pode ser benigna, natural, e democratizante, ou pode ser perniciosa, tendo efeitos danosos à sociedade e congestionando funções democráticas.

### Polarização na sociedade
A polarização popular ocorre quando a atitude de um eleitorado em relação a questões políticas, a políticas governamentais e a determinadas figuras públicas é claramente dividida em linhas partidárias. Em cada extremo é questionada a legitimidade moral do outro. Um lado e suas ideias são vistos pelo outro como uma ameaça ao seu estilo de vida ou à nação como um todo.
Cientistas políticos que estudam esse tipo de polarização tipicamente se baseiam em dados de pesquisas de opinião e de intenção de votos. Eles buscam por tendências nas opiniões dos entrevistados sobre um dado problema e analisam sua ideologia política e seu histórico eleitoral. Levam-se em conta também outros fatores de polarização, como localização geográfica ou nível de renda.

### Polarização em grupos ou instituições

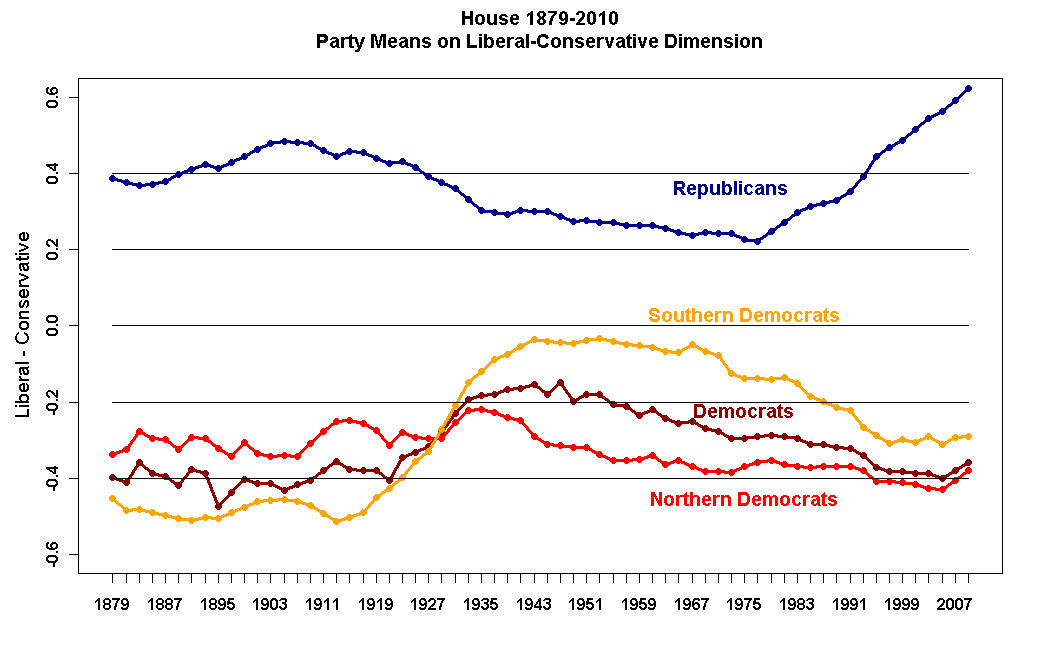
Polarização política na Câmara dos Representantes dos Estados Unidos

Esse tipo de polarização se refere àquela entre o partido do poder e o partido (ou os partidos) na oposição Em um sistema bipartidário, como o dos Estados Unidos, uma legislatura (isto é, os congressistas que em determinado período exercem sua função) polarizada tem duas características importantes: primeiro, tem poucos ou mesmo nenhum ponto em comum na ideologia dos partidos; e segundo, quase todo conflito sobre legislação e políticas é dividido ao longo de uma ampla divisão ideológica. Isso leva à fusão entre partidos e ideologias (por exemplo, Democratas e Republicanos, nos Estados Unidos, viram sinônimo de liberal e conservador, respectivamente).
Para os cientistas políticos, o foco de estudo desse tipo de polarização são os órgãos legislativos e deliberativos de determinado país, estado ou município. Nos Estados Unidos, os discursos dos congressistas ao longo dos anos foram estudados, e constatou-se um aumento dramático na polarização a partir de 1994.

## Exemplos recentes

### Brasil

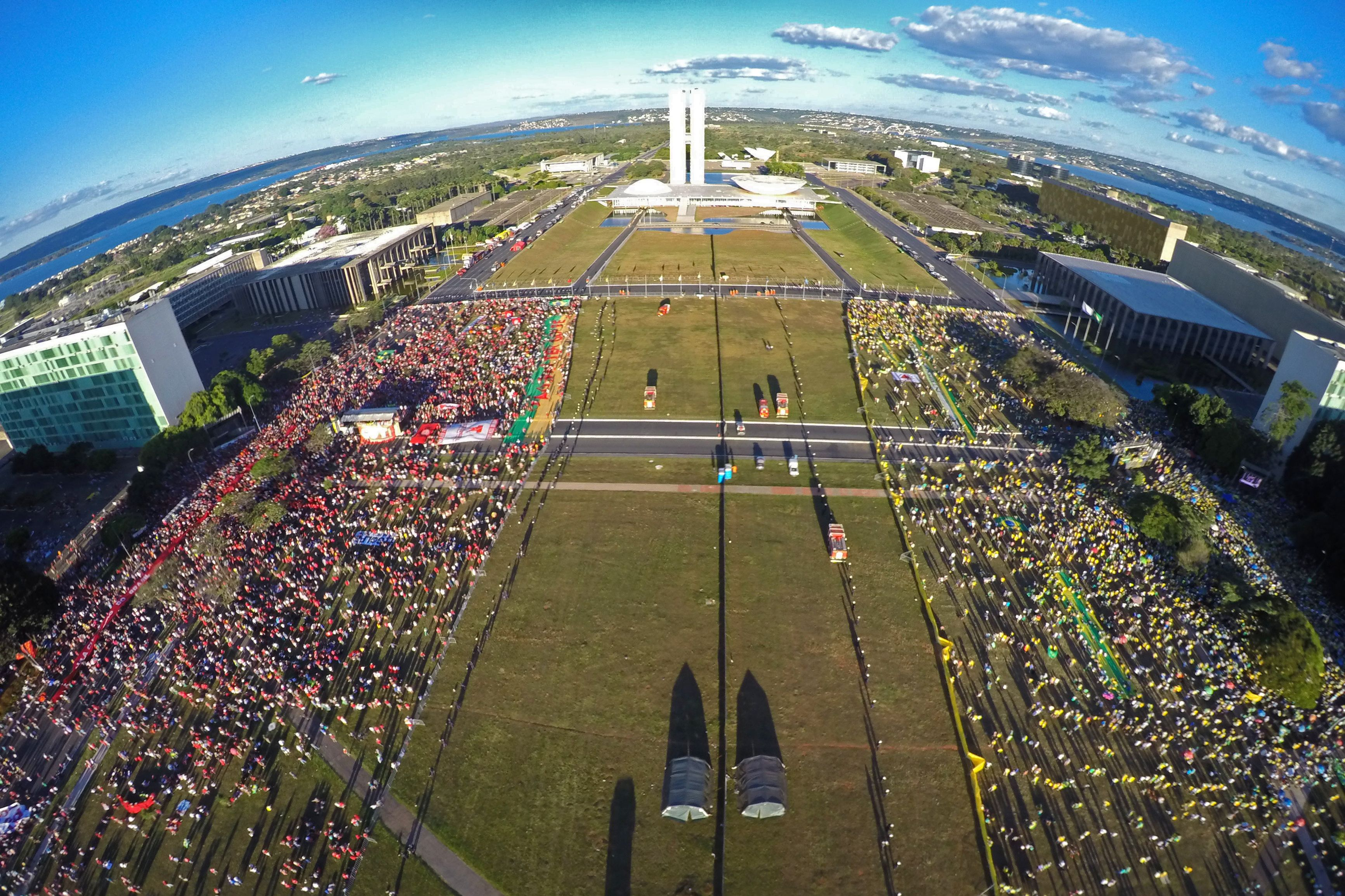
Manifestantes a favor (direita) e contra (esquerda) o impeachment de Dilma na Esplanada dos Ministérios, em 2016

Embora já fosse possível identificar traços de crescimento da polarização política ao longo do período de redemocratização da década de 1990, em que os candidatos mais fortes nas eleições presidenciais invariavelmente representaram o Partido dos Trabalhadores (PT) e o Partido da Social Democracia Brasileira (PSDB), um grande aumento na polarização política foi consequência da crise política e econômica iniciada em meados de 2014. Durante a eleição presidencial de 2014, acirravam-se os ânimos entre a esquerda, representada principalmente pelo PT, que estava no poder, e uma nova direita que surgia.
Como consequência da crise, o Brasil (mas também outros países da América Latina e do mundo) apresentou uma mudança no quadro ideológico tanto de seus governantes quanto de parcela considerável da população, havendo surgimento de novos movimentos liberais e conservadores, com atuação de pensadores e influenciadores com ideário abertamente voltado para ideias de direita. Na política, a expressão maior desse movimento deu-se com a eleição ao cargo de presidente da República do deputado Jair Bolsonaro em 2018.

### Europa
Em alguns países europeus, como a Polônia, França e o Reino Unido, houve uma guinada a posições mais conservadoras e de extrema-direita. Nesses países havia um forte sentimento anti-islã e um aumento no discurso populistas. A população tradicionalmente alinhada à direita nesses países tenderam a aderir a essas posições mais agressivas e, com isso, empurrar os partidos de direita mais à direita ainda. Essas posições incluiam ideias islamofóbicas, isolacionistas e anti-LGBT.
Muito da polarização nesses países levam ao poder ou um partido socialista de esquerda, ou um mais nacionalista e de direita. Esses partidos mais polarizados crescem devido à insatisfação com a inabilidade dos partidos mais moderados de promover mudanças em qualquer direção.

### Grécia
Na Grécia, e em sentido mais amplo, também em outros países da Europa, a Pasokificação foi causada pela insatisfação popular com o partido de centro (ou centro-esquerda), com a forma com que eles lidaram com a Grande Recessão de 2008 e com as medidas de austeridade que a União Europeia aplicou durante a recuperação. Apesar da vitória da esquerda ser considerada um marco para a recuperação da economia grega, seu desempenho posterior não foi capaz de se mantê-la eleitoralmente forte. Os partidos que viraram à esquerda mostraram mais tarde uma queda nas urnas, o que evidencia que seus apoiadores estão apreensivos quanto ao futuro.